# 塵捲風
塵捲風（英語：dust devil，在某些地區也被稱為塵魔、塵旋或沙旋）是一種強壯、形態良好、相對短暫的龍捲風。其尺寸範圍從小至18 in/半米寬或幾碼/米高到大至超過30 ft/10 米寬和超過半英里/1公里高；主要的垂直運動是向上的。塵捲風通常是無害的，但在極少數情况下，它會變得足够大，對人身和財產構成威脅。
它們與龍捲風相似，因為兩者都是一種涉及垂直旋轉風柱的天氣現象。大多數龍捲風都與更大的母環流有關，即超級單體雷暴背後的中氣旋。在晴朗的天氣裏，塵捲風在陽光充足的條件下形成漩渦上升氣流，很少接近龍捲風的强度。

## 構造

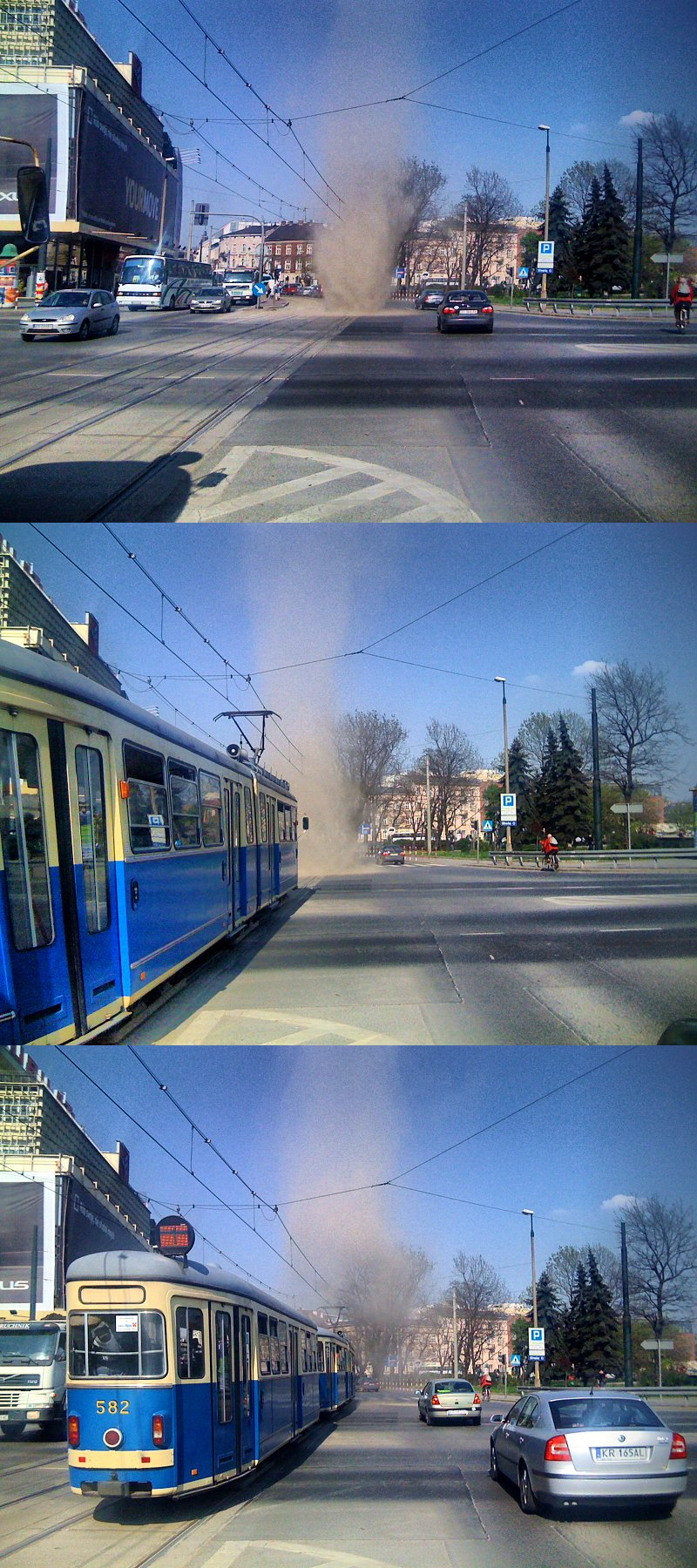
波蘭 克拉科夫的塵捲風。

當地表附近的一股熱空氣迅速穿過其上方的較冷空氣，形成上升氣流時，就會形成塵捲風。如果條件合適，上升氣流可能會開始旋轉。隨著空氣迅速上升，熱空氣柱垂直拉伸，從而使質量更靠近旋轉軸，而通過角動量守恆加劇了旋轉效應。塵捲風中的副流導致其它熱空氣水平向內加速到新形成的渦流底部。隨著越來越多的熱空氣沖向正在發展的渦流，以取代正在上升的空氣，旋轉效應變得更加强烈和自我維持。塵捲風，完全成形的煙囪是一個漏斗狀的煙囪，熱空氣通過它向上和繞圈移動。隨著熱空氣上升，它冷卻，失去浮力，最終停止上升。當它上升時，它會置換掉在渦流核心外下降的空氣。
旋轉效應和表面摩擦通常會產生向前的動量。如果塵捲風越過附近的熱表面空氣源，它可能會持續存在。
隨著地表附近的可用熱空氣被引導到塵捲風中，最終周圍的較冷空氣將被吸入。一旦發生，效果就會非常顯著，塵捲風會在幾秒鐘內消散。通常，當塵捲風緩慢移動（耗盡）或開始進入地表溫度較低的地形時，就會發生這種情況。
某些條件會增加塵捲風形成的可能性：
- 平坦貧瘠的地形、沙漠或柏油路：平坦的條件增加了熱空氣「燃料」接近恆定的可能性。沙塵或沙質條件會導致顆粒被捲入渦流，使塵捲風很容易被看到，但這對渦流的形成不是必需的。
- 晴朗的天空或多雲的天氣：地表需要吸收大量的太陽能來加熱地表附近的空氣，並創造理想的塵捲風條件。
- 微風或無風，氣溫凉爽：塵捲風可持續性的根本因素是近地表空氣和大氣之間的極端溫差。颳風的天氣會破壞塵捲風的旋轉效果。

## 强度和持續時間
許多塵捲風通常又小又弱，通常直徑小於3 英尺（0.9 公尺），最大風速平均約為45 英里/小時（70 公里/小時），它們通常在形成後不到一分鐘就會消散。在極少數情况下，塵捲風會變得非常大和强烈，有時直徑可達 300 英尺（90 公尺）風力超過60mph（100 公里/小時），和可以持續超過20 分鐘才消散。由於它們的直徑很小，柯里奧利力在塵捲方本身並不重要，因此確實會出現反氣旋旋轉的塵捲風。

## 危害

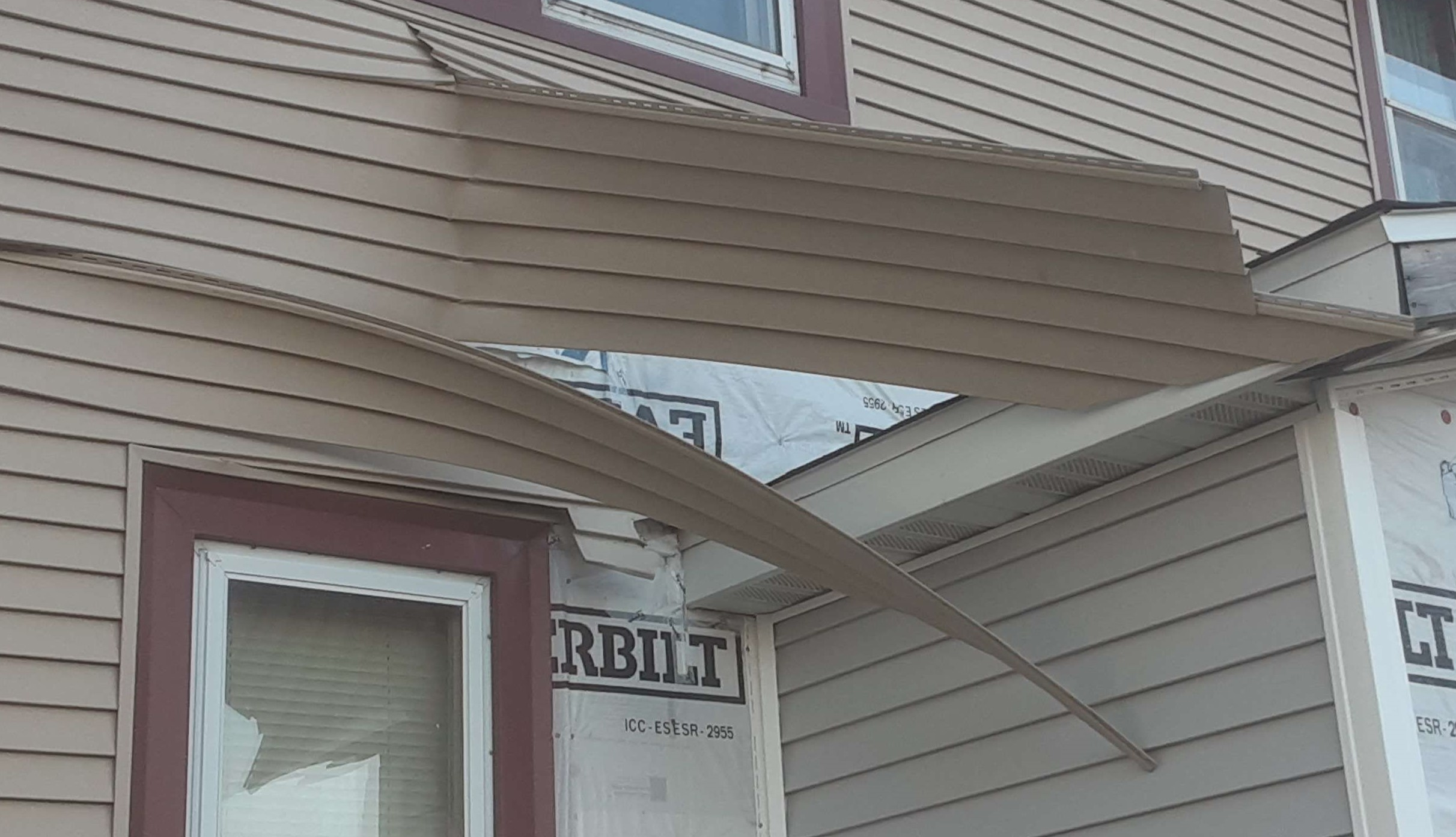
美國愛荷華州，一個强塵捲風對房屋側面造成輕微損壞。

塵捲風通常不會造成傷害，但在過去，罕見的嚴重塵捲風會造成傷害甚至死亡。2000年9月14日，一個這樣的塵捲風襲擊了亞利桑那州旗桿市的可哥尼諾縣遊樂場，對幾個臨時帳篷、攤位和展台以及一些永久性遊樂場結構造成了嚴重破壞。據報導，有多人受傷，但無人死亡。根據留下的破壞程度，估計塵捲風產生的風速高達75 mph（120 公里/小時），這相當於EF0龍捲風。在2003年5月19日，一個塵捲風將緬因州萊巴嫩一棟兩層樓的屋頂掀翻，導致屋頂倒塌，裡面一人死亡。在2008年6月18日，懷俄明州卡斯帕爾附近的一名女子被塵捲風殺死，塵捲風導致青年棒球場的一個小得分手的棚屋翻倒到她身上。2010年在東部德克薩斯州的埃爾帕索，在一個充氣城堡裏的三個孩子被一個塵捲風抱起，被抬了10英尺多（3 公尺），越過柵欄，降落在三棟房子外的後院。2018年，在科羅拉多州商貿城，一個强大的塵捲風把兩個可擕式便盆拋向空中；無人受傷。2019年，中國河南省禹城縣的一個大型塵捲風將一座充氣跳樓抬到空中，造成2名兒童死亡，18名兒童和2名成人受傷。
塵捲風與大約100起飛機事故有關。雖然許多事故都是簡單的滑行問題，但也有一些事故造成了致命的後果。塵捲風也被認為是跳傘者和滑翔傘飛行員的主要危險，因為它們會導致降落傘或滑翔傘在幾乎沒有任何警告的情况下，在被認為太低而無法{{link-en|切開|Cut-away]]的高度坍塌，並導致跳傘者嚴重受傷或死亡。1996年6月1日的情况就是這樣，一個塵捲風導致一名跳傘者的降落傘在離地面約30英尺（9.1）的地方坍塌。塵捲風也會導致野火。1868年，[[[丹麥]]比隆市鎮草甸溪發生了一起案件，一個塵捲風將一簇灰塵扔進了加熱器，引發了一場可能從10,000公頃擴大到50,000公頃或更大的野火。

## 電力活動
塵捲風，即使是很小的塵捲風，也會產生每米10,000伏以上的無線電雜訊和電場。塵捲風會刮起小污垢和灰塵顆粒。當粒子旋轉時，它們通過接觸或摩擦充電（摩擦帶電）而帶電。旋轉的帶電粒子還會產生每秒波動3到30次的磁場。
這些電場可能有助於渦流將物質從地面提升到大氣中。現場實驗表明，一個塵捲風每秒可以從它經過的每平方米（每英畝10磅/秒）的地面上揚起1克灰塵。一個直徑約100米（330英尺）的大型塵捲風可以在30分鐘內將約15公噸（17短噸）的灰塵拋向空中。席捲世界沙漠的巨大塵捲風在發生的少數風暴中每年占大氣中礦物粉塵的8%。相較之下，在夏季穿過沙漠的明顯較小的塵捲風所攜帶的灰塵大約是沙漠的三倍，因此對大氣中的灰塵含量產生了更大的綜合影響。當這種情況發生時，它們通常被稱為砂柱。

## 其它名稱
在澳大利亞，塵捲風通常被稱為「Willy willy」。
在愛爾蘭，塵捲風被稱為「sí gaoithe」或「fairy wind」。

## 相關現象

### 灰燼塵捲風
在最近燃燒的地區，新沉積的灰燼下的熱煤渣有時可能會產生大量的塵捲風。灰燼的重量較輕，顏色較深，可能會產生數百英尺外可見的塵捲風。
灰燼塵捲風的形成類似於塵捲風，經常在最近火災的燒傷疤痕區域不穩定的日子裏出現。
煤塵捲風在蒙古國南戈壁省察幹汗（英語：Tsagaan Khad）的煤城很常見。當塵捲風撿起大量儲存的煤炭時，就會發生這種現象。它們的深色使它們類似於一些龍捲風。

### 火龍捲
火龍捲或火漩渦，有時也稱為火塵捲風或火龍捲風，可以在可燃建築結構發生強烈火災時看到，或者更常見的是在森林或叢林火災中看到。火龍捲是從可燃材料中釋放的燃燒氣體的漩渦狀結構。漩渦的起源可能類似於塵捲風的漩渦。 與塵捲風不同的是，火焰氣體漩渦所達到的高度不可能大於垂直火焰的可見高度，因為周圍氣體的湍流會抑制在旋轉/上升的氣體之間相對於周圍氣體形成穩定的邊界層。

### 乾草塵捲風
「乾草塵捲風」是一種溫和的旋風，在新鮮割下的田地乾草上方的溫暖空氣中形成。在風平浪靜、陽光明媚的日子裡，從地面升起的熱空氣柱形成漩渦，在空氣中無害地翻騰和旋轉莖稈和乾草塊，經常讓孩子和旁觀者感到高興。

### 雪塵捲風
儘管在積雪覆蓋的地區加熱差更困難，相同的條件會產生「雪塵捲風」，有時也稱為「雪旋風」。

### 蒸汽捲
蒸汽捲是當冷空氣位於溫暖得多的水體或飽和表面時形成的飽和空氣的小氣漩渦柱，其高度不同但直徑較小。它們也經常出現在從發電廠升起的蒸汽中。

## 外部連結
- Australian Dust Devil Photos
- Dancing with the Devils Video （页面存档备份，存于）
- Dust Devil Imaged by Spirit Rover on Mars （页面存档备份，存于）
- Matador Dust Devil Project
- Page with many movies of Martian dust devils as seen by Spirit, with enhanced images as well as ratings.
- The Bibliography of Aeolian Research